# Women's Asia Pacific Sevens Championship 2013
El Women's Asia-Pacific Sevens Championship de 2013 fue la cuarta edición del torneo de rugby 7 en la que compitieron seleccionados femeninos de Asia y Oceanía.
Se disputó en la ciudad de Shanghái en la República Popular China.

## Desarrollo
| Pos. | Equipo             | Encuentros | Encuentros | Encuentros | Encuentros | Tantos  | Tantos    | Tantos     | Puntos |
| Pos. | Equipo             | jugados    | ganados    | empatados  | perdidos   | a favor | en contra | diferencia | Puntos |
| ---- | ------------------ | ---------- | ---------- | ---------- | ---------- | ------- | --------- | ---------- | ------ |
| 1    | China              | 5          | 5          | 0          | 0          | 138     | 38        | 100        | 15     |
| 2    | Australia          | 5          | 4          | 0          | 1          | 116     | 55        | 61         | 13     |
| 3    | Japón              | 5          | 3          | 0          | 3          | 106     | 70        | 36         | 11     |
| 4    | Samoa              | 5          | 1          | 0          | 4          | 46      | 84        | -38        | 7      |
| 5    | Hong Kong          | 5          | 1          | 0          | 4          | 59      | 106       | -47        | 7      |
| 6    | Papúa Nueva Guinea | 5          | 1          | 0          | 4          | 45      | 157       | -112       | 7      |

#### Quinto puesto
|  | Quinto puesto      |                    |    |  |
|  |                    |                    |    |  |
|  | Hong Kong          | Hong Kong          | 29 |  |
|  | Hong Kong          | Hong Kong          | 29 |  |
|  | Papúa Nueva Guinea | Papúa Nueva Guinea | 10 |  |
|  | Papúa Nueva Guinea | Papúa Nueva Guinea | 10 |  |

#### Copa de oro
|  | Semifinales | Semifinales | Semifinales |       |       | Final         | Final         | Final         |  |
|  |             |             |             |       |       |               |               |               |  |
|  |             |             |             |       |       |               |               |               |  |
|  | China       | China       | 28          |       |       |               |               |               |  |
|  | China       | China       | 28          |       |       |               |               |               |  |
|  | Samoa       | Samoa       | 10          |       |       |               |               |               |  |
|  | Samoa       | Samoa       | 10          |       | China | China         | 55            |               |  |
|  |             |             |             |       | China | China         | 55            |               |  |
|  |             |             | Japón       | Japón | 0     |               |               |               |  |
|  | Japón       | Japón       | Japón       | Japón | 0     | 29            |               |               |  |
|  | Japón       | Japón       |             |       |       | 29            |               |               |  |
|  | Australia   | Australia   | 14          |       |       | Tercer puesto | Tercer puesto | Tercer puesto |  |
|  | Australia   | Australia   | 14          |       |       | Tercer puesto | Tercer puesto | Tercer puesto |  |
|  |             |             |             |       |       |               |               |               |  |
|  |             |             |             |       |       | Australia     | Australia     | 29            |  |
|  |             |             |             |       |       | Australia     | Australia     | 29            |  |
|  |             |             |             |       |       | Samoa         | Samoa         | 7             |  |
|  |             |             |             |       |       | Samoa         | Samoa         | 7             |  |
|  |             |             |             |       |       |               |               |               |  |

| Bandera de la República Popular China |
| Campeón China                         |
| Primer título                         |